# ملازای، خیبر پختونخوا
ملازای (به انگلیسی: Mullazai) یک روستا در پاکستان است که در خیبر پختونخوا واقع شده‌است. ملازای ۱۶۵ متر بالاتر از سطح دریا واقع شده‌است.